# Цейлонский крайт
Цейлонский крайт (лат. Bungarus ceylonicus) — вид змей из семейства аспидов.

## Описание

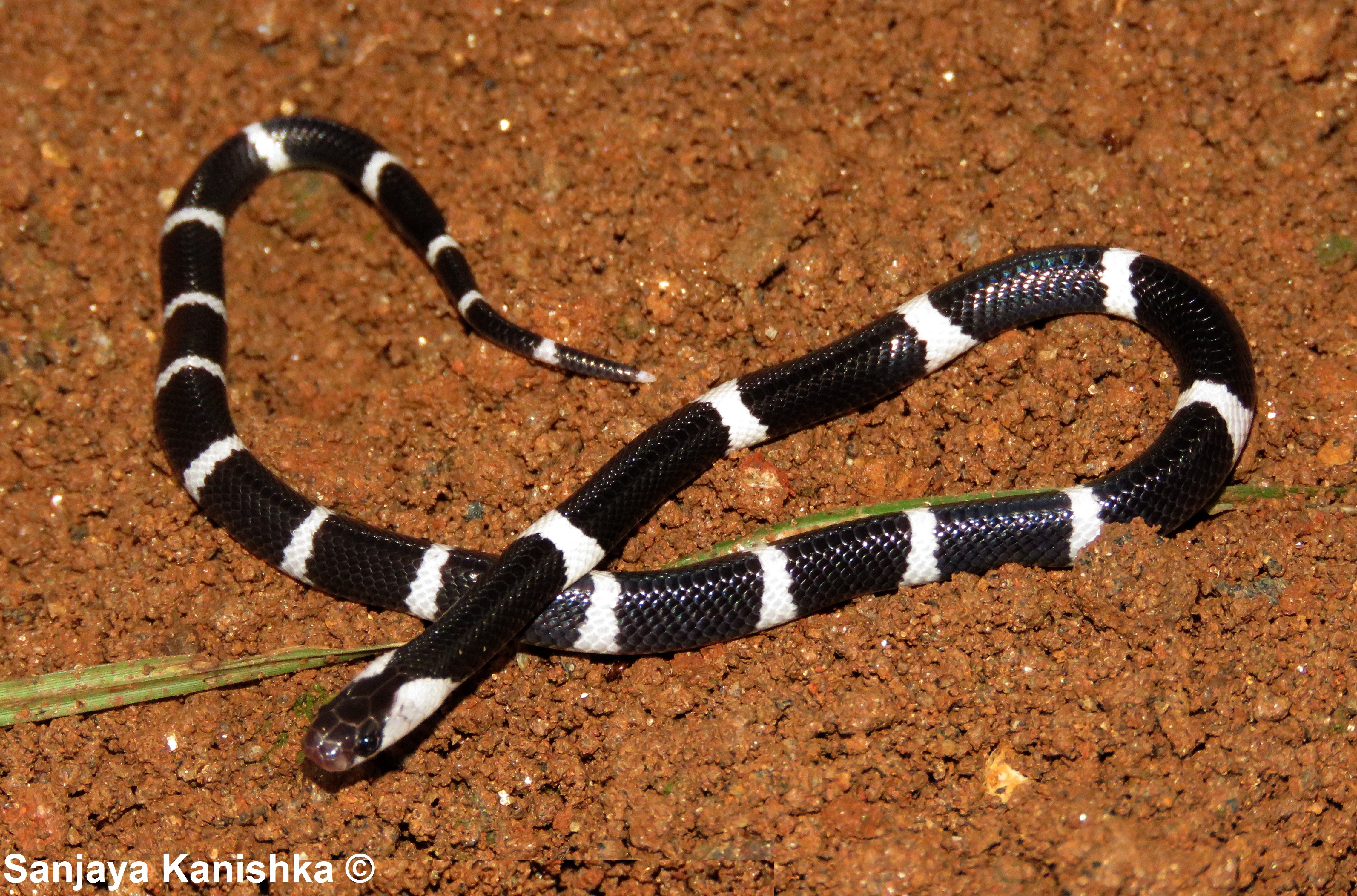
Молодая особь

Это самый маленький представитель крайтов. Общая длина колеблется от 70 см до 1,34 м. Голова тупозакруглена, плавно переходит в туловище. Глаза маленькие, ноздри умеренно большие. Ядовитые клыки небольшие. Туловище цилиндрическое, стройное, хвост довольно короткий, на конце сужается. Имеет 219—243 брюшных и 32—42 подхвостовых щитков.
Окрас тёмно-коричневый, стально-синий или чёрный с 15—28 поперечными узкими белыми полосами по всему телу. Горло и затылок белые, морда чёрная, на брюхе есть кремовые кольца.
Это опасная змея. Яд мощный, вызывает боль, дыхательную недостаточность. Без правильной медицинской помощи велика вероятность наступления смерти человека.

## Образ жизни
Населяет влажные лесистые и горные местности. Встречается на высоте 750-1000 м над уровнем моря. Активен ночью, днём прячется в норах грызунов, под брёвнами, камнями. Питается мышами, лягушками, гекконами, сцинками и ящерицами.

## Размножение
Это яйцекладущая змея. Самка откладывает 4—10 яиц. В январе-июне появляются молодые крайты длиной 20—25 см.

## Распространение
Является эндемиком Шри-Ланки.

## Подвиды
- Bungarus ceylonicus ceylonicus Günther, 1864
- Bungarus ceylonicus karavala Deraniyagala, 1955[2]